# Semiotellus longispinus
Semiotellus longispinus – gatunek błonkówki z rodziny Systasidae i podrodziny Systasinae.
Gatunek ten został opisany w 1999 roku przez Hui Xiao i Huanga Daweia.
Samica ma ciało długości od 2,5 do 2,8 mm, brązowo owłosione, ubarwione ciemnozielono z brązową nasadą przednich bioder i żółtawobrązowymi: trzonkiem i nóżką czułków. Czułki o słabo zaznaczonej buławce. Szwy buławkowe ustawione do siebie pod kątem prostym. Wysokość oka wynosi około ⅔ wysokości głowy. Stosunek odległości między przyoczkami tylnymi do odległości między przyoczkiem tylnym a okiem złożonym wynosi 12 do 5. Tułów pokryty rozproszonymi, grubymi punktami włosowymi. Środkowa para odnóży z ostrogą wyraźnie dłuższą od pierwszego członu stopy. Na przednich skrzydła żyłka bazalna i komórka bazalna owłosione.  Gaster jest dwukrotnie dłuższy niż szeroki, dłuższy od tułowia.
Błonkówka znana tylko z Pekinu i Liaoningu w Chinach.